# Circoniscus gaigei
Circoniscus gaigei là một loài chân đều trong họ Scleropactidae. Loài này được Pearse miêu tả khoa học năm 1917.